# Björke, Gävle kommun
Björke är en tätort i Gävle kommun, Gävleborgs län. Den östra delen av Björke utgjorde före 2015 en separat småort, Björke (östra delen) med småortskod S7533. 

## Befolkningsutveckling
| Befolkningsutvecklingen i Björke 1975–2020 | Befolkningsutvecklingen i Björke 1975–2020 | Befolkningsutvecklingen i Björke 1975–2020 | Befolkningsutvecklingen i Björke 1975–2020 | Befolkningsutvecklingen i Björke 1975–2020 |
| --- | ------------------------------------------ | ------------------------------------------ | ------------------------------------------ | ------------------------------------------ |
| |                                            |                                            |                                            |                                            |
| År |                                            |                                            | Folkmängd                                  | Areal (ha)                                 |
| 1960 | 1960                                       |                                            | 195                                        | ¤                                          |
| 1975 | 1975                                       |                                            | 206                                        |                                            |
| 1980 | 1980                                       |                                            | 341                                        |                                            |
| 1990 | 1990                                       |                                            | 347                                        | 58                                         |
| 1995 | 1995                                       |                                            | 332                                        | 58                                         |
| 2000 | 2000                                       |                                            | 362                                        | 58                                         |
| 2005 | 2005                                       |                                            | 338                                        | 58                                         |
| 2010 | 2010                                       |                                            | 349                                        | 60                                         |
| 2015 | 2015                                       |                                            | 661                                        | 141                                        |
| 2020 | 2020                                       |                                            | 630                                        | 137                                        |
| Anm.: Ny tätort 1975. Sammanvuxen 2015 med småorten med detta namn och småorten Oppala (nordöstra delen) ¤ Som tätortsbebyggelse med 150-199 invånare |                                            |                                            |                                            |                                            |